# Bornite

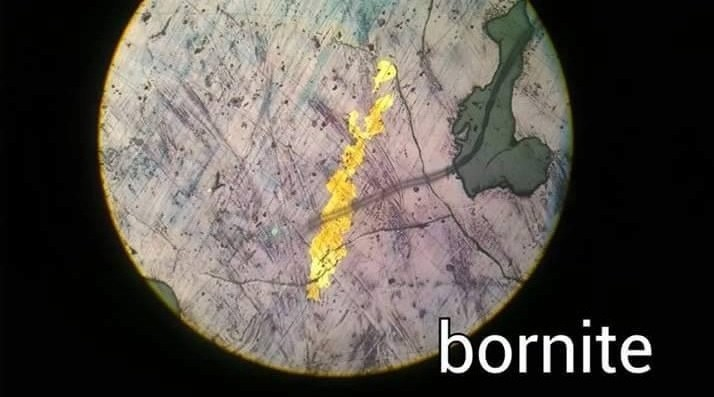
Bornite al microscopio petrografico

La bornite Cu5FeS4 è un minerale appartenente alla classe dei Solfuri, così denominata in onore del mineralogista austriaco Ignatius von Born.

## Abito cristallino
Sistema cristallino Tetragonale. I cristalli sono principalmente tetragonali, più raramente pseudocubici, ottaedrici o dodecaedrici. Spesso rinvenuta in forma massiva. Ha una lucentezza metallica, un colore bruno-bronzeo, con patine viola e blu iridescenti (rame paonazzo).

## Origine e giacitura
La Bornite si rinviene in: rocce basiche, zone di ossidazione dei giacimenti associata con la malachite, in aree interessate da metamorfismo di contatto, zone pegmatitiche e idrotermali ad alta temperatura. Anche se principalmente si concentra in depositi ipogenici associata con altri solfuri metallici. Può dare luogo a soluzioni solide con l'argento.

## Utilizzi
Impiegata principalmente per l'estrazione del rame.